# Алфалфа (округ)
Округ Алфалфа — округ в штате Оклахома, США. Население округа на 2000 год составляло 6105 человек. Административный центр округа — город Чероки.

## География
Округ имеет общую площадь 2283 км², из которых 1491 км² приходится на сушу и 38 км² (1,68 %) на воду.

### Основные автомагистрали
- Автомагистраль 62

### Соседние округа
- Харпер, штат Канзас (северо-восток)
- Барбер, штат Канзас (северо-запад)
- Грант (восток)
- Гарфилд (юго-восток)
- Мейджор (юг)
- Вудс (запад)

### Населённые пункты
| - Алайн - Аморита - Берлингтон - Байрон - Кармен - Чероки | - Голтри - Хелена - Ингерсолл - Джет - Ламберт |

## Демография
По данным переписи в 2000 году насчитывалось 6 105 человек. Плотность населения составляла 3 человека на квадратный километр. Расовый состав: 89,42 % белое население, 4,19 % афроамериканцы, 2,74 % коренные американцы, 0,11 % азиаты, 0,05 % гавайцы, 1,38 % прочие расы и 2,11 % смешанные расы.
Распределение населения по возрасту: 19,40 % составляют люди до 18 лет, 6,40 % от 18 до 24 лет, 28,7 % от 25 до 44 лет, 25,2 % от 45 до 64 лет и 20,4 %, в возрасте 65 лет и старше. Средний возраст составляет 42 года. На каждые 100 женщин приходится 131,0 мужчин. На каждые 100 женщин в возрасте 18 лет и старше насчитывалось 142,0 мужчин.
Среднегодовой доход на домашнее хозяйство в городе составляет $ 30 259, а средний доход на семью составляет $ 35 000. Мужчины имеют средний доход $ 24 067, тогда как женщины $ 17 994. Доход на душу населения по городу составляет $ 14 704. Около 11,8 % семей и 13,7 % населения находятся ниже черты бедности, в том числе 18,3 % из них моложе 18 лет и 9,6 % в возрасте 65 лет и старше.